# General Las Heras (partido)
General Las Heras (Partido de General Las Heras) is een partido in de Argentijnse provincie Buenos Aires. Het bestuurlijke gebied telt 12.799 inwoners.

## Plaatsen in partido General Las Heras
- Enrique Fynn
- General Hornos
- Las Heras
- La Choza
- Lozano
- Plomer
- Villars